# Biggles v Mexiku
Biggles v Mexiku (v originále: Biggles in Mexico) je dobrodružná kniha od autora W. E. Johnse z roku 1959. V Česku byla vydána nakladatelstvím Toužimský & Moravec v Praze v roce 2001.

## Děj
James Bigglesworth (známý pod přezdívkou Biggles) byl pověřen úkolem, ve kterém měl vypátrat gang zločinců, kteří ukradli diamanty z Londýnské banky a schovali se v jedné osadě Eltora v Mexiku. Raymond se veškeré podrobnosti dozvěděl od tajného informátora jménem Adamson (měl přezdívku Lišák), který s těmi zločinci spolupracoval, avšak ze strachu před trestem se s nimi rozešel, a když se s nimi znovu shodou velkých náhod setkal právě v Eltoře, rozhodl se to ohlásit. Zločinci měli své vlastní přezdívky: Ritzy (velitel skupiny), Nifty a Corny. Celý gang pak uzavíral chlapík jménem Hugo Schultz, který měl údajně diamanty převzít. Biggles se proto rozhodl v Londýně navštívit svého starého známého Ericha von Stalheina, aby se o Schultzovi něco dozvěděl. Erich mu Schultze důkladně popsal a Biggles se tedy se svým parťákem Gingerem vydal směr Mexiko. Po příjezdu do Eltory s porouchaným vozem se ubytovali v místním hotelu a navázali přátelský vztah s Ritzym, který si tam pronajal vilku. Při jedné noční procházce uslyšeli Biggles s Gingerem, jak Corny u domu mladé slečny Margarity hraje milostnou píseň. Vzápětí uviděli, jak k domu míří její snoubenec jménem José a po chvíli na to se u domu ozval výstřel, při kterém Corny zemřel. Druhého rána mu místní policista Juan ukázal vražednou kulku a Bigglesovi bylo jasné, že vrahem není José, neboť první den si stihl prohlédnout jeho zbraň, když se projížděl po vesnici. Díky tomu byl José zproštěn obvinění a tím si u něho zařídili závazek. Do Eltory mezitím dorazil Schultz se svými dvěma společníky a posléze za Bigglesem doběhl rozhozený Nifty a sdělil mu, že Ritzy byl zatčen za vraždu Cornyho. Bylo jasné, že Ritzy Cornyho zabil proto, že je tím jeho dvořením Josého snoubenky mohl dostat do potíží. Poté, co se Schultz dozvěděl o Ritzyho zatčení, vydal se rychle za ním do vězení. Biggles mezitím dokázal přemluvit Niftyho, aby jim půjčil Ritzyho vůz, který potřebovali ke koupi nové spojky do jejich vozu a ještě aby podali hlášení Raymondovi prostřednictvím Algyho a Bertieho, kteří se v té chvíli nacházeli v San Franciscu. Samotného Gingera ale na cestě potkalo několik neštěstí, protože píchnul kolo a později vypukl nad pouští prudký déšť, který způsobil, že Ginger uvízl v říční úžlabině. Po dlouhém pochodu pouští, kdy se potkal jen s potulným zlatokopem, dorazil zpět do Eltory. K jeho překvapení v ní ale Bigglese nenalezl. Místo toho se potkal se Schultzovou partou, která mu nařídila najít zapadlí vůz, a tak z Gingerem odjeli zpět do pouště.
Biggles se dozvěděl, že Schultz osvobodil Ritzyho z vězení a chystají se spolu najít Gingerův vůz. Požádal proto Josého, aby mu pomohl najít Gingera dřív než oni. Shodou nešťastných náhod se s Gingrem v poušti minuli, avšak na hranicích se Biggles telefonicky spojil s Algym a požádal ho o letecké pátrání. Biggles správně usoudil, že Ritzy ony diamanty schoval ve svém voze, o čemž se později přesvědčil i Ginger. Když Schultzova parta nalezla a prohledala Ritzyho vůz, diamanty ukryté v pneumatice nenalezli, což nakonec způsobilo Ritzyho smrt. Ginger si uvědomil, že oné diamanty se nacházejí v onom píchlém kole, které nechal v poušti. Když to Schultzovi vysvětlil, vydali se kolo hledat. Po nalezení místa kola, o kterém věděl jen Ginger, se chopil příležitosti a Schultzově partě uprchl. Když se Biggles po návratu do Eltory dozvěděl o únosu Gingera, vydal se s Josém rychle zpět do pouště. Díky Algymu s Bertiem se jim podařilo najít Gingera a později narazili i na Schultzovu partu. Schultze nalezli již mrtvého, neboť ho zastřelil jeden z jeho kumpánů a ukradl mu kufřík s penězi. Toho o chvíli později zastřelil José, když se spolu potkali na cestě. Dalšího z party uštknul chřestýš a už mu nebylo pomoci. Jediný kdo tedy z gangu přežil, byl Nifty, který v čas z Eltory uprchl neznámo kam.  Biggles s Gingrem v poklidu převzali ukradené diamanty se Schultzovými penězi a po jejich odevzdání na britském úřadě se společně s Bertiem a Algym vrátili zpět do Anglie.

## Postavy
- James „Biggles“ Bigglesworth
- Algernon "Algy" Lacey
- Ginger Hebblethwaite

- Bertram „Bertie“ Lissie
- José Fonderi
- Hugo Schultz
- Nicolas Brabinsky – "Ritzy"
- Carlos Charlie Corneli – "Corny"
- Samuel Brimshawe – "Nifty"
- policista Juan
- automechanik Lorenzo
- Pepe – hotelový hospodář
- Margarita – Josého snoubenka
- potulný zlatokop
- Erich von Stalhein
- David Adamson – "Lišák"
- generál Raymond

## Letadla
- J-3 Cub